# سبيرماتوزون
الحُوَيْن المَنْوِيّ أو الحيوان المنوي الحي أو سبيرماتوزون أو حيي ذكري (بالفرننسية:Spermatozoïde، بالإنجليزية:Spermatozoon) هو خلية تناسلية (أو الأمشاج) ذكرية متنقلة. تشارك في التكاثر الجنسي. خلال الإخصاب، تتحد الحيوانات المنوية مع البويضة أو الخلية البيضية (جاميت أنثوي) لتشكيل خلية بيضية، والتي تنمو بعد ذلك إلى جنين لإعطاء فرد جديد.
كل الحيوانات المنوية تحتوي على نواة، نظام الحركة (عادة سوط)، وحويصلة تسمى الأكروسوم، غنية بإنزيم، والتي من شأنها أن تسمح لها لاختراق البويضة. والحيوانات المنوية قابلة للحركة، لهذا يمكنها أن تتحرك بوسائلها الخاصة، على عكس البويضة.
لوحظت خلايا الحيوانات المنوية لأول مرة من قبل أنطوني فان ليفينهوك في 1677.

## معرض صور

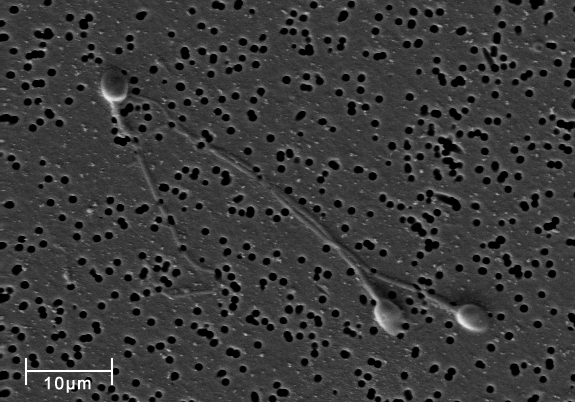
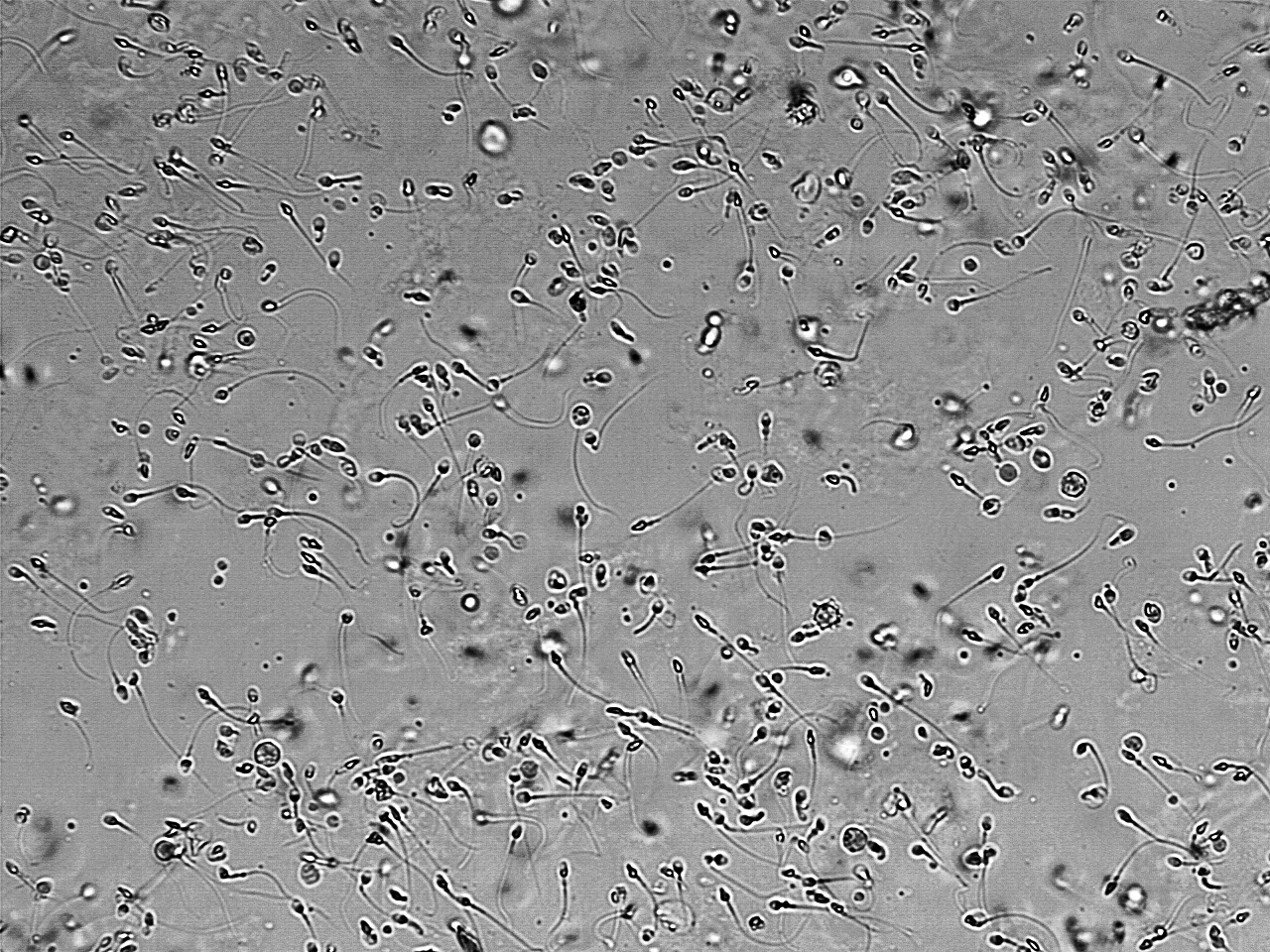
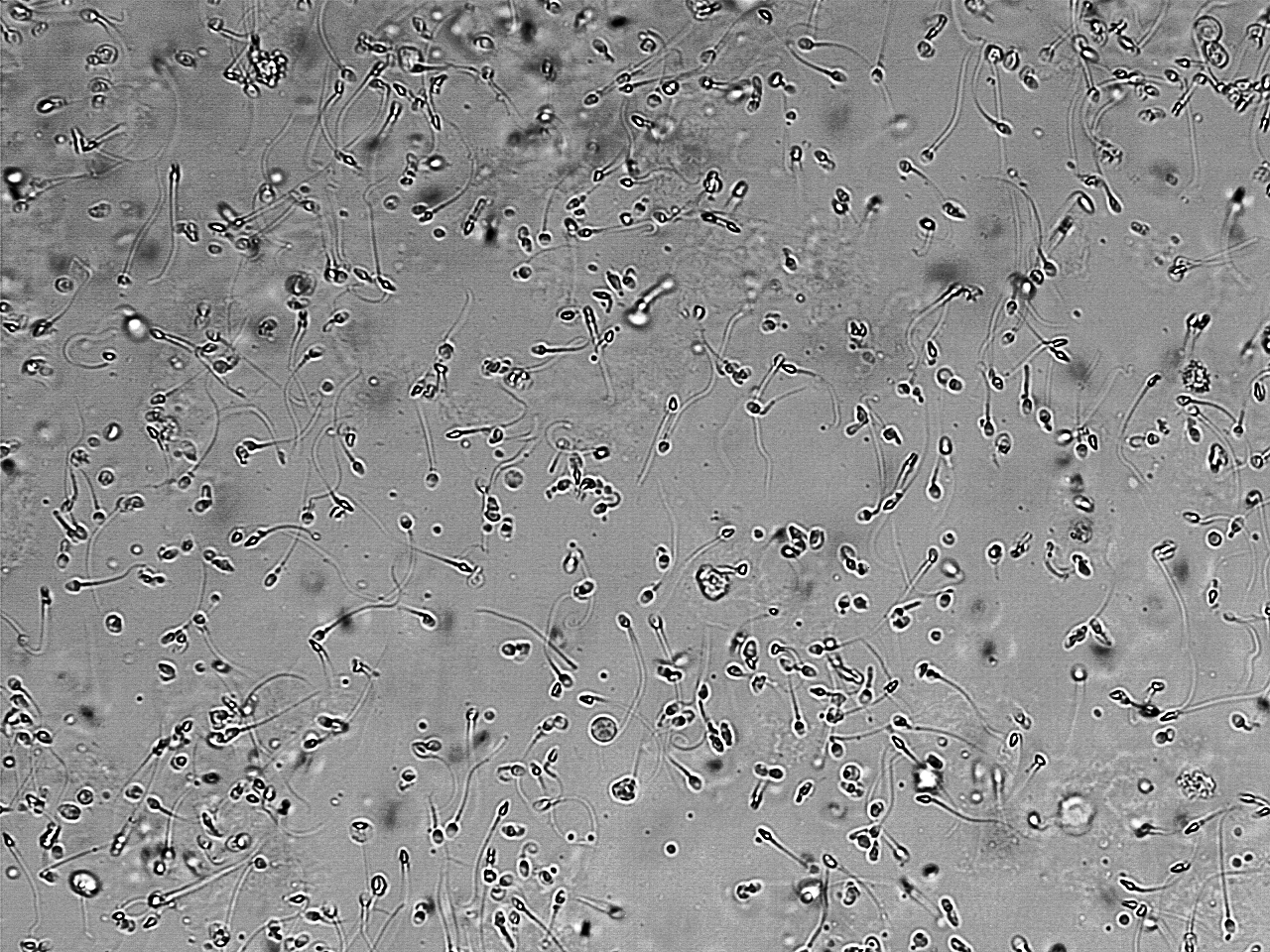